# I could be free
『I could be free』（アイ・クッド・ビー・フリー）は、原田知世の13枚目のスタジオ・アルバム。1997年2月21日にフォーライフ・レコードよりリリースされた。前作『clover』に引き続き、スウェーデンの音楽プロデューサー、トーレ・ヨハンソンが全面的にプロデュースを手掛けている。

## 概要
前作『clover』より9か月ぶりのリリースとなるオリジナルアルバム。タイトルの「I could be free」は ″私は自由になれた″ を意味する。全曲、プロデューサーのトーレ・ヨハンソンの拠点でもあるスウェーデンのタンバリン・スタジオでレコーディングが行われ、ビンテージのアナログ機材を使用した暖かみのある音作りが行われている。先行シングル曲「ロマンス」とカップリング曲「PARADE」はアルバムバージョンで収録されている。
本作は1986年11月発売の『Soshite』以来、約10年ぶりにオリコンアルバムチャートでTOP10入りを果たした。2023年8月現在、2番目のセールスを記録したCDアルバムである。
2018年12月5日には、ライトブルーレコード仕様によるアナログ盤がリリースされた。同日には『clover』『Blue Orange』のアナログ盤もリリースされている。
2015年9月9日には本作から4曲が選曲され、アルバムと同タイトルの2枚組7インチシングル盤「I Could Be Free」としてリリースされた。

## 収録曲

### CD
| 全作詞: 原田知世（M-7を除く）、全編曲: トーレ・ヨハンソン。 |                                             |                       |                    |      |
| #                                                           | タイトル                                    | 作詞                  | 作曲               | 時間 |
| 1.                                                          | 「愛のロケット」                            | 原田知世（M-7を除く） | トーレ・ヨハンソン | 2:41 |
| 2.                                                          | 「I could be free」                         | 原田知世（M-7を除く） | トーレ・ヨハンソン | 3:40 |
| 3.                                                          | 「君は君のもの」                            | 原田知世（M-7を除く） | トーレ・ヨハンソン | 2:47 |
| 4.                                                          | 「雨音を聴きながら」                        | 原田知世（M-7を除く） | トーレ・ヨハンソン | 4:18 |
| 5.                                                          | 「ロマンス」(Album Version)                 | 原田知世（M-7を除く） | ウルフ・トレッソン | 3:19 |
| 6.                                                          | 「LOVE」                                    | 原田知世（M-7を除く） | トーレ・ヨハンソン | 3:52 |
| 7.                                                          | 「CIRCLE OF FRIENDS」(インストゥルメンタル) | 原田知世（M-7を除く） | トーレ・ヨハンソン | 0:59 |
| 8.                                                          | 「Are you happy?」                          | 原田知世（M-7を除く） | トーレ・ヨハンソン | 4:12 |
| 9.                                                          | 「PARADE」(Album Version)                   | 原田知世（M-7を除く） | ウルフ・トレッソン | 3:44 |
| 10.                                                         | 「バカンス」                                | 原田知世（M-7を除く） | トーレ・ヨハンソン | 4:23 |
| 11.                                                         | 「Navy blue」                               | 原田知世（M-7を除く） | トーレ・ヨハンソン | 3:24 |
| 12.                                                         | 「燃える太陽を抱いて」                      | 原田知世（M-7を除く） | トーレ・ヨハンソン | 4:50 |
| 13.                                                         | 「ラクに行こう」                            | 原田知世（M-7を除く） | 坂下正俊           | 3:48 |
| 合計時間:                                                   | 合計時間:                                   | 合計時間:             | 45:57              |      |

### アナログ盤
| 全作詞: 原田知世（M-7を除く）、全編曲: トーレ・ヨハンソン。 |                                             |                       |                    |      |
| #                                                           | タイトル                                    | 作詞                  | 作曲               | 時間 |
| 1.                                                          | 「愛のロケット」                            | 原田知世（M-7を除く） | トーレ・ヨハンソン | 2:41 |
| 2.                                                          | 「I could be free」                         | 原田知世（M-7を除く） | トーレ・ヨハンソン | 3:40 |
| 3.                                                          | 「君は君のもの」                            | 原田知世（M-7を除く） | トーレ・ヨハンソン | 2:47 |
| 4.                                                          | 「雨音を聴きながら」                        | 原田知世（M-7を除く） | トーレ・ヨハンソン | 4:18 |
| 5.                                                          | 「ロマンス」(Album Version)                 | 原田知世（M-7を除く） | ウルフ・トレッソン | 3:19 |
| 6.                                                          | 「LOVE」                                    | 原田知世（M-7を除く） | トーレ・ヨハンソン | 3:52 |
| 7.                                                          | 「CIRCLE OF FRIENDS」(インストゥルメンタル) | 原田知世（M-7を除く） | トーレ・ヨハンソン | 0:59 |
| 合計時間:                                                   | 合計時間:                                   | 合計時間:             | 21:36              |      |

| 全作詞: 原田知世、全編曲: トーレ・ヨハンソン。 |                           |           |                    |      |
| #                                              | タイトル                  | 作詞      | 作曲               | 時間 |
| 1.                                             | 「Are you happy?」        | 原田知世  | トーレ・ヨハンソン | 4:12 |
| 2.                                             | 「PARADE」(Album Version) | 原田知世  | ウルフ・トレッソン | 3:44 |
| 3.                                             | 「バカンス」              | 原田知世  | トーレ・ヨハンソン | 4:23 |
| 4.                                             | 「Navy blue」             | 原田知世  | トーレ・ヨハンソン | 3:24 |
| 5.                                             | 「燃える太陽を抱いて」    | 原田知世  | トーレ・ヨハンソン | 4:50 |
| 6.                                             | 「ラクに行こう」          | 原田知世  | 坂下正俊           | 3:48 |
| 合計時間:                                      | 合計時間:                 | 合計時間: | 24:21              |      |

## 参加ミュージシャン
| 愛のロケット - Bass, Guitars, Klangspiel：Tore Johansson - Drums：Rasmus Kihlberg - Horns：Sven Andersson, Petter Lindgård, Jens Lindgård I could be free - Bass, Guitars, Keyboards：Tore Johansson - Drums：Rasmus Kihlberg 君は君のもの - Bass, Guitars, Vibraphone：Tore Johansson - Drums：Rasmus Kihlberg 雨音を聴きながら - Bass, Guitars, Organ：Tore Johansson - Drums：Rasmus Kihlberg - Horns：Sven Andersson, Petter Lindgård, Jens Lindgård ロマンス - Bass, Guitars：Tore Johansson - Drums：Rasmus Kihlberg - Horns：Sven Andersson, Petter Lindgård, Jens Lindgård - Strings：Åsa Håkansson, Inga Zeppezauer, Maria Holm, Susanne Holmström - Strings arr.：Ivan Bakran LOVE - Bass, Guitars, Keyboards, Vocals：Tore Johansson - Drums：Rasmus Kihlberg CIRCLE OF FRIENDS - Guitars, Vocals：Tore Johansson | Are you happy? - Bass, Guitars, Keyboards, Vocals：Tore Johansson - Drums：Rasmus Kihlberg - Grand Piano：Ivan Bakran PARADE - Bass, Guitars：Tore Johansson - Drums：Rasmus Kihlberg - Rodes Piano：Ivan Bakran バカンス - Bass, Guitars：Tore Johansson - Drums：Rasmus Kihlberg - Horns：Sven Andersson, Petter Lindgård, Jens Lindgård - Strings：Åsa Håkansson, Elisabet Olhaus, Susanne Holmström, Malena Dolfe - Strings arr.：Ivan Bakran Navy blue - Bass, Guitars, Wurlitzer Piano：Tore Johansson - Drums：Rasmus Kihlberg - Horns：Sven Andersson, Petter Lindgård, Jens Lindgård - Strings：Åsa Håkansson, Maria Holm, Susanne Holmström 燃える太陽を抱いて - Bass, Guitars：Tore Johansson - Drums：Rasmus Kihlberg - Organ：Ivan Bakran ラクに行こう - Bass, Guitars, Keyboards, Vocals：Tore Johansson - Drums：Rasmus Kihlberg - Grand Piano：Ivan Bakran |

## 7インチシングル

### 概要
アルバム『I could be free』から特に人気の高い4曲を選曲した7インチシングルアナログ盤2枚組。アルバム発売当時のシングルリリースは8cmシングルCDのみだったため、初のアナログレコードでの復刻となる。規格品番はTHEP-357。
| 全作詞: 原田知世、全作曲: ウルフ・トレッソン、全編曲: トーレ・ヨハンソン。 |              |          |                    |
| #                                                                          | タイトル     | 作詞     | 作曲・編曲         |
| 1.                                                                         | 「ロマンス」 | 原田知世 | ウルフ・トレッソン |
| 2.                                                                         | 「PARADE」   | 原田知世 | ウルフ・トレッソン |

| 全作詞: 原田知世、全作曲・編曲: トーレ・ヨハンソン。 |                     |          |                    |
| #                                                    | タイトル            | 作詞     | 作曲・編曲         |
| 1.                                                   | 「愛のロケット」    | 原田知世 | トーレ・ヨハンソン |
| 2.                                                   | 「I could be free」 | 原田知世 | トーレ・ヨハンソン |